# Пуляевщина
Пуляевщина — деревня в Жигаловском районе Иркутской области России. Входит в состав Дальне-Закорского сельского поселения.

## География
Находится на левом берегу реки Тыпта, примерно в 34 км к юго-западу от районного центра, посёлка Жигалово, на высоте 466 метров над уровнем моря.

## Население
| 2002 | 2010 | 2011 | 2012 |
| ---- | ---- | ---- | ---- |
| 3    | →3   | →3   | →3   |

По данным Всероссийской переписи, в 2010 году численность населения деревни составляла 3 человек (1 мужчина и 2 женщины).

## Улицы
Уличная сеть деревни состоит из одной улицы (ул. Сосновая).